# Имерио Масињан
Имерио Масињан (итал. Imerio Massignan; Алтавила Вичентина, 2. јануар 1937 — Нови Лигуре, 3. мај 2024) био је италијански професионални бициклиста у периоду од 1959. до 1970. године. Масињан је двоструки победник брдске класифијације на Тур де Франсу, док му је најбољи резултат друго место на Ђиро д’Италији.

## Каријера
Масињан је почео каријеру 1959. године, када је остварио победу на трци у Болоњи и освојио је пето место на Ђиро д’Италији. Масињан је остао иза Шарла Гола, Жака Анкетила, Дијега Ронкинија и Рика Фан Лоја. 1960. није остварио ниједну победу, на Ђиру је завршио четврти, иза Анкетила, Ненчинија и Гола. Масињан је кажњен одузимањем времена па му је измакао подијум, који је успио да освоји на Туру Романдије, завршивши трећи. На Тур де Франсу завршио је на десетом месту у генералном пласману и освојио је брдску класификацију. 1961. је прескочио Ђиро фокусирајући се на Тур де Франс, где је завршио на четвртом месту, уз једну етапну победу и освојену брдску класификацију. Након Тура завршио је четврти на купу Сабатини и други на Ђиро ди Ломбардији.
1962. освојио је друго место на Ђиру, завршивши четири минута иза победника Франка Балмамиона. Тур де Франс је завршио на седмом месту, а у брдској класифијацији на другом месту. Ђиро 1963. је завршио на седмом месту, а на победу је чекао три године, победио је на трећој етапи Вуелта Каталоније 1965. и освојио је класификацију по поенима. То му је уједно била и задња победа, а возио је још пет година. Ђиро 1965. завршио је на деветом месту. Возио је Ђиро још четири године, али без већих успеха: 1966. завршио је на 19 месту, 1967. на 24 месту, 1968. на 29 месту и 1969. на 34 месту.
1970. на класику Милан—Сан Ремо завршио је на 147 месту.